# Timea Bacsinszky
Timea Bacsinszky, née le 8 juin 1989 à Lausanne, est une joueuse de tennis suisse, professionnelle de 2004 à 2021.
Professionnelle depuis 2003, elle a remporté quatre titres en simple sur le circuit WTA et atteint la 9e place mondiale en mai 2016. Ses meilleurs résultats en tournoi du Grand Chelem sont deux demi-finales à Roland-Garros perdues face à Serena Williams en 2015 et face à Jeļena Ostapenko en 2017, futures lauréates de l'épreuve. Lors des Jeux olympiques de Rio en 2016, elle décroche une médaille d'argent en double aux côtés de Martina Hingis. En juillet 2021, elle annonce sa retraite sportive. Son dernier match sur le circuit reste une défaite en deux sets contre l’Américaine Kristie Ahn, le 16 septembre 2019 à Séoul.

## Biographie
Timea Bacsinszky est d'origine hongroise : sa mère est originaire de Debrecen et son père de Satu Mare, une ville de Roumanie. Ses deux parents hongrois se sont rencontrés en Suisse. Timea est née à Lausanne le 8 juin 1989 et a pris en main une raquette à 3 ans. Étant jeune, elle a été poussée dur pour réussir dans le tennis par son père, lui-même entraîneur de tennis. Elle a déclaré qu'elle lui en voulait pour cela et reste éloignée de lui après le divorce de ses parents, même si elle a développé par la suite une passion pour le tennis de compétition. Sa mère, Suzanne, est dentiste. Elle a un demi-frère, Daniel (professeur de musique), et deux demi-sœurs, Sophie et Melinda.

## Carrière

### 2004-2010

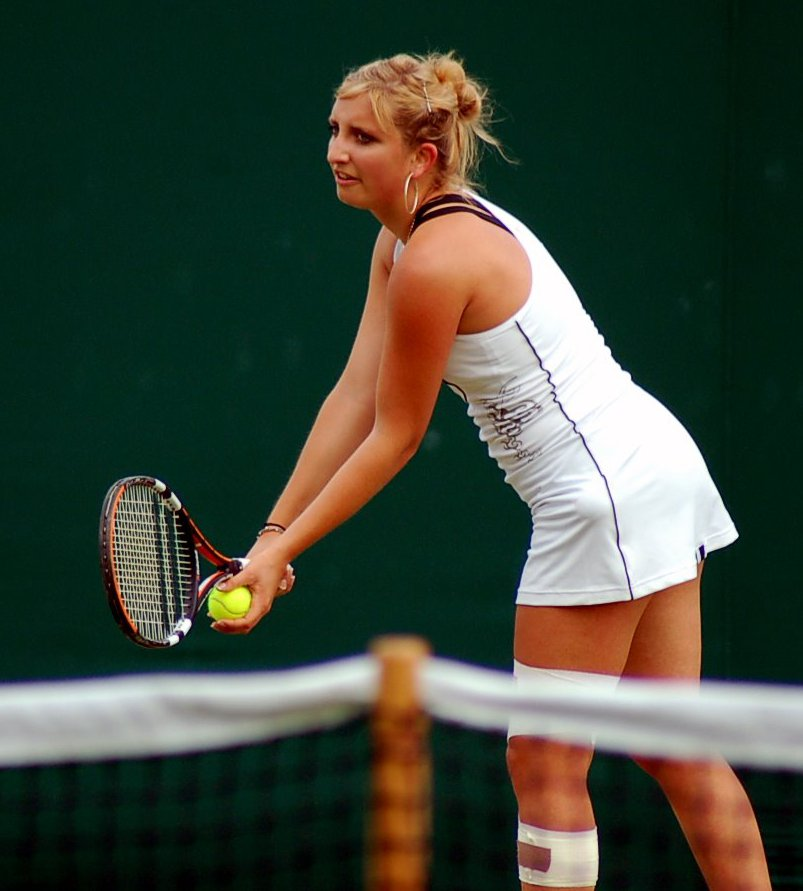
Timea Bacsinszky à Wimbledon en 2008.

Chez les juniors, elle a remporté le tournoi des Petits As deux années consécutives, en 2002 et 2003 comme Martina Hingis. En 2004, elle atteint les demi-finales juniors de l'Open d'Australie perdant contre Shahar Pe'er, de Roland-Garros contre Mădălina Gojnea et en 2005 contre Ágnes Szávay.
Le 25 octobre 2009, elle remporte son premier tournoi WTA à Luxembourg, en battant en finale l'Allemande Sabine Lisicki.
En 2010, au premier tour du Sony Ericsson Open, elle bat au premier tour Bethanie Mattek-Sands, et au second tour elle remporte sa première grande victoire contre la 11e mondiale Li Na. Elle perd au 4e tour contre Yanina Wickmayer.

### 2011-2012
En mars et avril 2011, elle souffre d'une grave blessure au pied qui nécessite une opération et l'éloigne du circuit pendant dix mois. En juillet 2012, elle gagne son premier titre ITF depuis son retour au tournoi de Rovereto. Elle annonce alors qu'elle ne participera pas aux Jeux olympiques pour raisons personnelles alors qu'elle pouvait y prétendre grâce à son classement protégé. Elle est remplacée par l'Autrichienne Tamira Paszek.

### 2013-2014

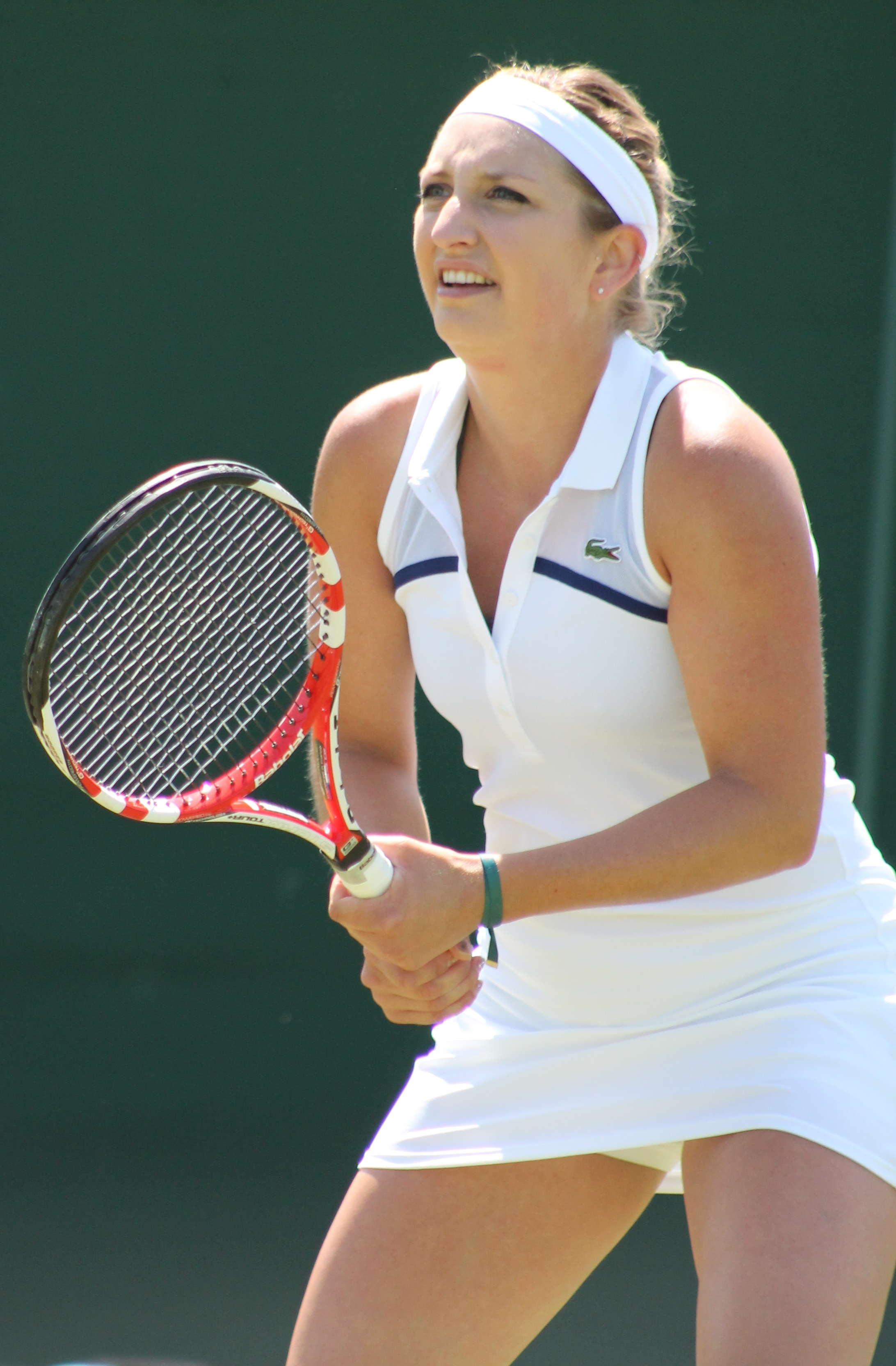
Timea Bacsinszky au tournoi de qualification Wimbledon en 2014.

Étant retombée au classement, Timea Bacsinszky quitte officieusement le circuit et entame un stage en hôtellerie à Villars-sur-Ollon, dans les Alpes vaudoises, en vue d'intégrer l'École hôtelière de Genève. Elle travaille également dans des restaurants, des bars et des cuisines.
En mai 2013, elle reçoit un courriel automatisé indiquant qu'elle est sélectionnée pour le tournoi de qualification de Roland-Garros. Ne pratiquant plus et après avoir demandé un arrêt de travail, elle participe au tournoi et malgré la perte au premier tour des qualifications, elle sent sa passion pour le jeu relancée. Après le tournoi, elle appelle Dimitri Zavialoff, l'ancien entraîneur de Stanislas Wawrinka, afin de mettre en place une relation d'entraînement et recommence à s’entraîner régulièrement.
En 2014, Timea parcourt une bonne partie de l'année sur le circuit ITF, avec quelques tournois WTA : un deuxième tour à Roland-Garros et Wimbledon en passant par les qualifications; ainsi que l'US Open.
C'est en septembre qu'elle joue mieux avec la confiance retrouvée, avec une demi-finale à Guangzhou en battant des joueuses abordables, mais perdant contre Alizé Cornet. Elle passe les qualifications du tournoi de Wuhan, battant sa compatriote qualifiée Stefanie Vögele (6-1, 7-5), puis la tête de série numéro 13, Ekaterina Makarova (6-4, 6-1), et battant la 4e mondiale, Maria Sharapova (7-63, 7-5) en huitième de finale. Elle perd en quart contre la 7e mondiale, Caroline Wozniacki (6-4, 2-6, 3-6), mais cette semaine lui garantit le top 50.

### 2015. Première demi-finale enGrand Chelemà Roland-Garros, deux titres et entrée dans le top 10
Timea Bacsinszky commence sa saison 2015 à l'Open de Shenzhen, battant la 4e mondiale Petra Kvitová, (6-4, 6-4) en demi-finale, avant de perdre sa troisième finale WTA face à la 3e mondiale Simona Halep, (2-6, 2-6) en 63 minutes. Elle atteint ensuite le 3e tour de l'Open d'Australie, perdant face à Garbine Muguruza (3-6, 6-4, 0-6) dans un match accroché mais décousu de 2 h 7. Pour se hisser jusqu'au troisième tour, elle a pris le meilleur sur la tête de série numéro 15, Jelena Janković (6-1, 6-4) au premier tour et s'est défaite de la qualifiée géorgienne Anna Tatishvili au second tour au terme d'une rude bataille (65-7, 6-3, 6-2) en 2 h 19 .
Le 28 février 2015, elle remporte son deuxième tournoi WTA à Acapulco, en battant en finale la Française Caroline Garcia, assez facilement (6-3, 6-0) mais en ne battant qu'une top 50 sur la semaine. La semaine suivante le 8 mars 2015, elle remporte son troisième tournoi WTA à Monterrey, en battant une nouvelle fois en finale la Française Caroline Garcia (4-6, 6-2, 6-4) mais dans un match bien plus compliqué, et ayant battu Sara Errani (6-0, 4-6, 7-63) difficilement en 2 h 41, lors de la demi-finale alors tête de série numéro 2. En conséquence, elle atteint pour la première fois le top 30 en devenant 26e mondiale.
Elle surfe sur sa forme à Indian Wells, battant la 8e mondiale Ekaterina Makarova, (3-6, 7-5, 6-4) dans un gros match, et en huitième l'Ukrainienne Elina Svitolina, (4-6, 6-1, 6-1). Avant de perdre (5-7, 3-6) en quart de finale face à la no 1 mondiale, Serena Williams, ce qui met fin à une série de 15 victoires consécutives.

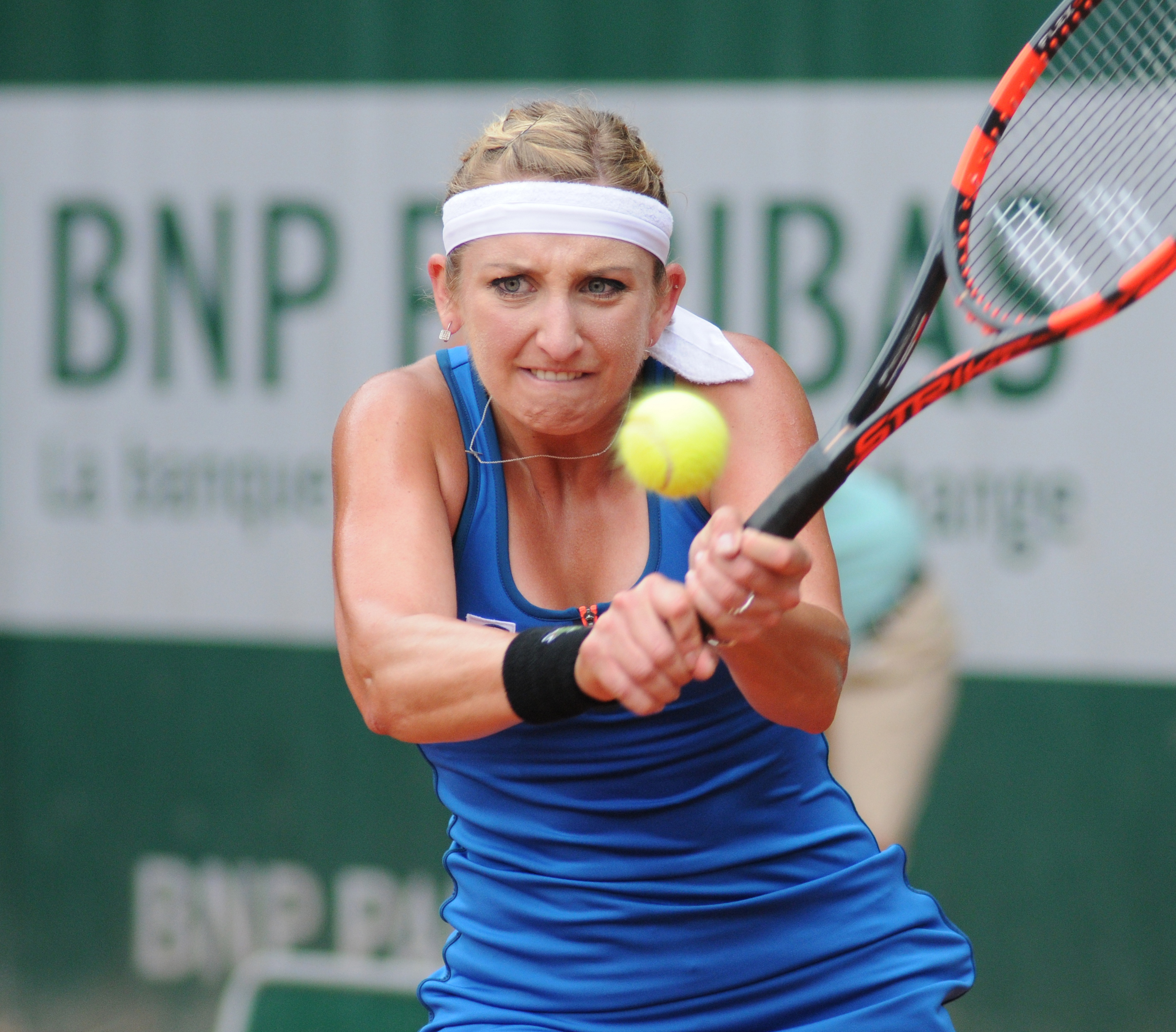
Timea Bacsinszky au tournoi de Roland-Garros en 2015.

Puis à Roland-Garros alors la tête de série numéro 23, elle passe tranquillement ses trois premiers tours contre Lara Arruabarrena, Tereza Smitková et la tête de série numéro 16, Madison Keys sans perdre le moindre set. Elle sort la tête de série numéro 4, Petra Kvitová en trois sets (2-6, 6-0, 6-3), pour s'adjuger son premier quart de finale dans un tournoi du Grand Chelem. En se défaisant de Alison Van Uytvanck (6-4, 7-5) en 1 h 45, elle rallie ensuite les demi-finales où elle affronte la no 1 mondiale, Serena Williams, disputant le meilleur tournoi de sa carrière,. Après un premier set gagné, elle passe non loin de la victoire, mais lâche progressivement et s'incline (6-4, 3-6, 0-6) en 1 h 54, dans un match compliqué nerveusement où la Suissesse a dû faire face à une adversaire diminuée physiquement, et jouant de son état. Pleurant à la fin de son match éprouvant, passée si près de son conte de fées,.
Ensuite, sur la saison d'herbe, à Wimbledon, elle bat facilement Julia Görges (6-2, 7-5), Silvia Soler-Espinosa et la grande serveuse Sabine Lisicki, finaliste en 2013, le tout en deux sets (6-3, 6-2). En huitième, elle bat difficilement Monica Niculescu en trois sets (1-6, 7-5, 6-2), et s'offre par la même occasion son premier quart de finale à Wimbledon. Elle perd cependant (5-7, 3-6) en une heure et demie contre la future finaliste, Garbiñe Muguruza.
Après des contre-performances, elle revient en confiance et en bonne forme pour l'Open de Chine à Pékin où elle arrive jusqu'en finale en battant coup sur coup Camila Giorgi (1-6, 6-4, 6-3), la qualifiée Mariana Duque Mariño et la tête de série numéro 7, Carla Suárez Navarro (6-4, 4-6, 7-5) après un combat de 2 h 23, pour ainsi rallier les huitièmes. Puis Sara Errani (0-6, 6-3, 7-5) après un combat long de 2 h 13, et menée 0-6, 0-2 pour finalement arriver dans le dernier carré; où elle rencontre la tête de série numéro 6, Ana Ivanović qu'elle vainc (5-7, 6-4, 6-1) en 2 h 20 dans un gros match également, le tout dans des retournements de situations. Se qualifiant pour sa première finale de catégorie Premier Mandatory, elle affronte comme à Wimbledon Garbiñe Muguruza, sa bête noire. Dans un match où elle a mené 5-2 dans le premier set et d'un break dans le second, elle est finalement vaincue en deux manches (5-7, 4-6) en 1 h 34, mais se consolera en rentrant dans le Top 10 mondial grâce à cette place de finaliste pour la première fois.
La semaine d'après au tournoi de Luxembourg contre Laura Siegemund, elle se blesse et abandonne (6-4, 4-6, ab.) après la perte du second set. Sa blessure au genou gauche a révélé une déchirure partielle du ligament latéral interne, qui l'a contrainte de tirer un trait sur la fin de saison. Et par la même occasion, elle renonce en tant que remplaçante pour le Masters de Singapour, et en tant que participante la semaine d'après au Masters bis de Zhuhai.
Elle termine sa saison, à la 12e place mondiale. Lors des WTA Awards, en fin de saison 2015, elle est désignée "Most Improved Player", joueuse ayant le plus progressé lors de la saison.

### 2016. Quart de finale à Roland-Garros et médaille d'argent aux Jeux olympiques en double
Après un début de saison très compliqué pour Bacsinszky, elle revient en forme et en confiance pour la tournée américaine. D'abord à Indian Wells, alors exemptée de premier tour, elle enchaîne deux victoires face à Tsvetana Pironkova et surtout Eugenie Bouchard (6-2, 5-7, 6-2) pour passer en huitième où elle s'inclinera assez sèchement face à la jeune Russe de 18 ans, Daria Kasatkina (4-6, 2-6). Puis dans la foulée, à Miami, elle passe son premier tour facilement et au tour suivant la Serbe Ana Ivanović (7-5, 6-4) dans un match serré. En huitième, elle fait face à la nouvelle no 2 mondiale Agnieszka Radwańska, qu'elle bat (2-6, 6-4, 6-2) alors qu'elle en était très loin après la première manche après 2 h 05 de jeu. Puis en quart de finale, elle affronte la 5e mondiale Simona Halep, où se déroule le même scénario que contre la Polonaise en perdant le premier set et déroulant dans les deux suivant (4-6, 6-3, 6-2) après 2 h 28, et ainsi se qualifiant pour la première fois en demi-finale à Miami. Elle perdra (5-7, 3-6) en deux heures contre Svetlana Kuznetsova.
La campagne en Fed Cup est catastrophique pour elle, avec quatre défaites en quatre matches. D'abord en quart de finale contre l'Allemagne, avec Angelique Kerber (1-6, 3-6) et Annika Beck (5-7, 4-6). Puis en demi-finale, face à la République tchèque, Barbora Strýcová (0-6, 2-6) et enfin Karolína Plíšková (4-6, 2-6).

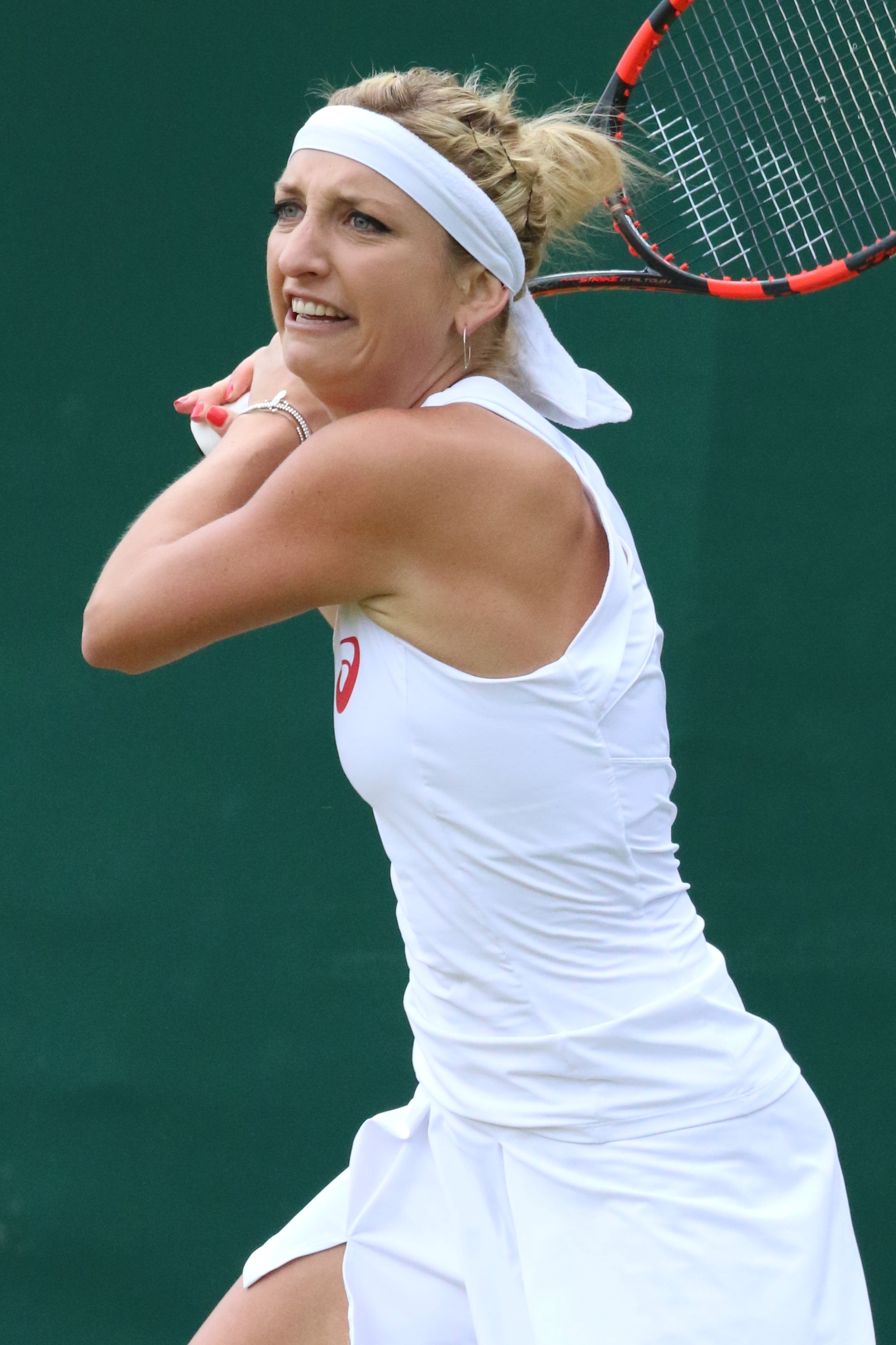
Timea Bacsinszky au tournoi de Wimbledon en 2016.

Sur terre battue, elle revient en forme au tournoi de Rabat en tant que tête de série no 1. Elle remporte son quatrième titre en carrière en battant la qualifiée Marina Erakovic (6-2, 6-1) en finale en 1 h 07 de jeu. Puis à Madrid, elle passe Andrea Petkovic et Ekaterina Makarova en trois sets, avant de chuter contre la future gagnante Simona Halep, 7e mondiale. Et à Rome, elle fait son chemin en battant facilement Yanina Wickmayer et Lesia Tsurenko, avant d'éprouver plus de difficultés contre l'Espagnole Carla Suárez Navarro, qu'elle bat (5-7, 7-5, 6-2) en 2 h 37 après deux gros premiers sets et s'offrant son quart de finale. Elle fait face à sa bête noire, l'autre Espagnole Garbiñe Muguruza, 4e mondiale, et sera vaincue (5-7, 2-6) après 1h58' d'une lutte acharnée.
Enfin à Roland-Garros en tant que 9e mondiale et devant défendre les points de sa demi-finale de l'an passée, elle bat sans trop de difficultés ses adversaires, Sílvia Soler Espinosa puis Eugenie Bouchard en deux manches (6-4, 6-4) et aurait pu aggraver le score au deuxième set alors qu'elle menait 5-0. Au troisième tour, elle vainc facilement la locale Pauline Parmentier (6-4, 6-2) en 1 h 23, puis en huitième la 11e mondiale Venus Williams, en arrivant à gérer la puissance de son adversaire et la battant finalement (6-2, 6-4) en moins d'1 h 20 grâce à des changements de rythme,. Elle fait face en quart à la Néerlandaise Kiki Bertens, invitée surprise à ce stade mais qui s'impose depuis quelques semaines, contre qui elle s'incline (5-7, 2-6) en 1 h 52,.
Sur la gazon de Wimbledon en tant que 11e mondiale, elle passe Monica Niculescu en trois sets au second tour, avant de buter sur la Russe Anastasia Pavlyuchenkova (3-6, 2-6). Une semaine après, elle revient sur terre battue, chez elle au tournoi de Gstaad en allant en demi-finales sans perdre le moindre set, mais perdant à nouveau (5-7, 61-7) contre Kiki Bertens, empêchant une finale 100% Suisse.
Aux Jeux olympiques en double, avec sa compatriote Martina Hingis, elles battent la paire têtes de série numéro 3, Chan Hao-Ching et Chan Yung-Jan (6-3, 6-0) en quart et en demi-finale, les têtes de série numéro 6 Andrea Hlaváčková et Lucie Hradecká, (5-7, 7-63, 6-2) et rallient ainsi la finale. Cependant, elles perdent de façon sèche (4-6, 4-6) contre la paire têtes de série numéro 7, Ekaterina Makarova et Elena Vesnina, décrochant la médaille d'argent comme lot de consolation. Alors qu'avant cela en simple, elle avait perdu de façon surprenante, et signant une défaite douloureuse selon elle, contre la Chinoise Zhang Shuai, (7-64, 4-6, 67-7) de près de trois heures de jeu.
Le reste de la saison est moyen, voire médiocre avec des contre-performances, mais gênée par les blessures. Elle termine l'année à la 15e place mondiale.

### 2017. Nouvelle demi-finale à Roland-Garros
Timea Bacsinszky commence l'année 2017 par l'Open d'Australie où elle bat difficilement, mais en retrouvant son jeu et sa confiance, Camila Giorgi (6-4, 3-6, 7-5), et ensuite plus facilement Danka Kovinić pour atteindre le 3e tour comme en 2015. Elle perd à ce stade contre la locale, Daria Gavrilova (4-6, 6-3, 5-7).
Elle participe au premier tour de Fed Cup contre la France, battant Alizé Cornet (7-5, 6-4) et Kristina Mladenovic (7-64, 4-6, 7-5) pour le second simple, dans un match tendu par l'ambiance après 3 h 17 de jeu, et la pause médicale litigieuse. Elle s'impose en double avec Martina Hingis, passant aux demi-finales.
À Indian Wells, elle bat Monica Niculescu et Kiki Bertens (6-3, 5-7, 7-68) sur le fil, avant d'abandonner avant le premier set contre Karolína Plíšková au quatrième tour.
Elle revient en meilleure forme et aligne des victoires sur terre battue lors des Internationaux de France en tant que tête de série numéro 30. Elle passe facilement ses trois premiers tours en laissant au maximum quatre jeux par match contre Sara Sorribes Tormo, Madison Brengle et Ons Jabeur. Elle réussit par la suite à passer Venus Williams 11e mondiale, (5-7, 6-2, 6-1) après un peu plus de deux heures de jeu pour rallier et affronter en quart de finale la Française Kristina Mladenovic 14e mondiale dans une revanche du match de Fed Cup. Lors de cette rencontre interrompue plusieurs heures à cause de la pluie, Timea parvient à prendre la mesure de la Française en s'imposant (6-4, 6-4) après 1 h 50 de jeu pour rallier le dernier carré comme deux ans plus tôt. Son parcours se poursuit à Paris, le seul Grand Chelem où elle n'a jamais perdu au premier tour. Pour sa demi-finale, elle affronte la 47e mondiale Jeļena Ostapenko, novice à ce stade d'un Grand Chelem. Elle perd en un peu plus d'une heure le premier set au tie-break puis réagit dans la manche suivante avant de lâcher et manquer des coups faciles pour espérer se qualifier pour la finale (64-7, 6-3, 3-6) après 2 h 25 de combat. Durant son match, Timea réalise autant de fautes directes que de coups gagnants, et ne remporte qu'un point de moins que son adversaire.
Au tournoi de Wimbledon, elle se hisse au troisième tour, où elle est battue par la Polonaise Agnieszka Radwanska 6-3, 4-6, 1-6. 
Souffrant d'une blessure à la main droite nécessitant une opération chirurgicale, elle met fin prématurément à sa saison en septembre.

### 2018. Retour difficile, sortie du Top 100
Absente de la tournée australienne et de l'Open d'Australie en début d'année 2018, Timea Bacsinszky entame sa saison au tournoi de Saint-Pétersbourg, où elle chute dès son entrée en lice contre la Kazakhe Elena Rybakina (4-6, 3-6). Elle s'incline également aux premiers tours des tournois d'Indian Wells (0-6, 6-4, 2-6 contre la Chinoise Wang Qiang) et de Miami (2-6, 6-2, 4-6 contre la Russe Ekaterina Makarova), et s'aligne majoritairement, durant le reste de la saison 2018, sur des tournois du circuit ITF. Elle atteint notamment la finale du tournoi ITF de Biarritz en septembre (battue 2-6, 5-7 par l'Allemande Tamara Korpatsch) et remporte en novembre le tournoi ITF 25.000$ de Nantes, s'adjugeant le titre 6-4, 3-6, 6-1 contre la Française Amandine Hesse en finale. Elle termine la saison 2018 à la 241e place mondiale.

### 2019. Dernière saison active
Timea Bacsinszky entame la saison 2019 en Chine, au tournoi de Shenzhen, où elle est battue dès le premier tour par Maria Sharapova. Elle enchaîne toutefois deux bons résultats lors de la tournée australienne : un quart de finale à Sydney (battue 3-6, 3-6 par Aliaksandra Sasnovich) et un troisième tour à l'Open d'Australie, où elle bat la tête de série n°10 Daria Kasatkina dès le premier tour, mais s'incline contre l'Espagnole Garbine Muguruza.
Au tournoi WTA 125 d'Indian Wells, elle perd en huitième de finale contre l'Américaine Francesca Di Lorenzo. En mai, elle se hisse en demi-finale du tournoi ITF de Cagnes-sur-Mer, où elle est battue par Christina McHale. Elle échoue à se qualifier dans le grand tableau du tournoi de Roland-Garros (battue 2-6, 6-4, 4-6 par la Japonaise Kurumi Nara au deuxième tour des qualifications), et s'incline dès le premier tour à Wimbledon contre l'Américaine Sloane Stephens. Elle ne participe pas à la tournée américaine mais s'aligne à l'US Open, où elle est battue au premier tour par Catherine McNally (4-6, 1-6). 
En septembre, elle participe au tournoi WTA 125 de Séoul, où elle chute d'entrée contre l'Américaine Kristie Ahn. Il s'agit de son dernier match joué sur le circuit WTA. Elle termine l'année 2019 à la 125e place mondiale.

### 2021. Retraite sportive
N'ayant joué aucun tournoi en 2020, ni en 2021, le classement de Timea Bacsinszky baisse jusqu'à la 517e place mondiale. Le 16 juillet 2021, elle annonce sa retraite sportive sur les réseaux sociaux : "Il est temps pour moi de tourner la page, et d’en écrire une autre, dont j’espère qu’elle sera aussi intense. Merci pour tous ces moments, les sourires, les larmes, les doutes mais surtout ce que j’ai appris". 

## Style de jeu et analyse technique
Timea Bacsinszky possède une technique fluide et un jeu varié assez atypique contrastant avec le jeu des autres joueuses du circuit WTA.

Joueuse de fond de court, elle s'appuie sur de très bons déplacements lui permettant de reprendre l'avantage lors d'échanges mal embarqués ainsi que sur un revers offensif frappé souvent à plat qui est son point fort.

Son coup droit est son coup le plus instable. De par une prise de raquette extrêmement fermée (éminence hypothénar et articulation de l'index sur le méplat inférieur de la raquette), elle imprime un effet lifté gênant mais a des difficultés à donner une rotation suffisante à la balle surtout lorsque cette dernière est basse. Elle n'hésite d'ailleurs pas à retourner son tamis de raquette pour jouer des coups droits slicés.

Son service est efficace sans être très puissant. Ses premières balles sont frappées un peu plus à plat. Sa deuxième balle de service est quant à elle plus liftée en vue de repousser son adversaire et se donner de la marge par rapport au filet.

## Palmarès

### Titres en simple dames
| No | Date       | Nom et lieu du tournoi                     | Catégorie | Dotation  | Surface      | Finaliste       | Score         |          |
| -- | ---------- | ------------------------------------------ | --------- | --------- | ------------ | --------------- | ------------- | -------- |
| 1  | 19-10-2009 | BGL Open, Luxembourg                       | Intern'l  | 220 000 $ | Dur (int.)   | Sabine Lisicki  | 6-2, 7-5      | Parcours |
| 2  | 23-02-2015 | Abierto Mexicano Telcel por HSBC, Acapulco | Intern'l  | 250 000 $ | Dur (ext.)   | Caroline Garcia | 6-3, 6-0      | Parcours |
| 3  | 02-03-2015 | Abierto Monterrey Afirme, Monterrey        | Intern'l  | 500 000 $ | Dur (ext.)   | Caroline Garcia | 4-6, 6-2, 6-4 | Parcours |
| 4  | 25-04-2016 | GP Princesse Lalla Meryem, Rabat           | Intern'l  | 250 000 $ | Terre (ext.) | Marina Eraković | 6-2, 6-1      | Parcours |

### Finales en simple dames
| No | Date       | Nom et lieu du tournoi      | Catégorie | Dotation    | Surface      | Vainqueure       | Score    |          |
| -- | ---------- | --------------------------- | --------- | ----------- | ------------ | ---------------- | -------- | -------- |
| 1  | 19-07-2010 | Gastein Ladies, Bad Gastein | Intern'l  | 220 000 $   | Terre (ext.) | Julia Görges     | 6-1, 6-4 | Parcours |
| 2  | 04-01-2015 | Shenzhen Open, Shenzhen     | Intern'l  | 500 000 $   | Dur (ext.)   | Simona Halep     | 6-2, 6-2 | Parcours |
| 3  | 03-10-2015 | China Open, Pékin           | PREMIER*  | 4 749 040 $ | Dur (ext.)   | Garbiñe Muguruza | 7-5, 6-4 | Parcours |

### Titres en double dames
| No | Date       | Nom et lieu du tournoi                         | Catégorie | Dotation  | Surface      | Partenaire       | Finalistes                           | Score            |          |
| -- | ---------- | ---------------------------------------------- | --------- | --------- | ------------ | ---------------- | ------------------------------------ | ---------------- | -------- |
| 1  | 05-07-2010 | GDF Suez Grand Prix Budapest                   | Intern'l  | 220 000 $ | Terre (ext.) | Tathiana Garbin  | Sorana Cîrstea Anabel Medina         | 6-3, 6-3         | Parcours |
| 2  | 12-07-2010 | ECM Open Prague                                | Intern'l  | 220 000 $ | Terre (ext.) | Tathiana Garbin  | Monica Niculescu Ágnes Szávay        | 7-5, 7-64        | Parcours |
| 3  | 18-10-2010 | BGL Open Luxembourg                            | Intern'l  | 220 000 $ | Dur (int.)   | Tathiana Garbin  | Iveta Benešová Barbora Z. Strýcová   | 6-4, 6-4         | Parcours |
| 4  | 13-10-2014 | BGL BNP Paribas Open Luxembourg                | Intern'l  | 250 000 $ | Dur (int.)   | Kristina Barrois | Lucie Hradecká Barbora Krejčíková    | 3-6, 6-4, [10-4] | Parcours |
| 5  | 29-01-2018 | St. Petersburg Ladies Trophy Saint-Pétersbourg | Premier   | 799 000 $ | Dur (int.)   | Vera Zvonareva   | Alla Kudryavtseva Katarina Srebotnik | 2-6, 6-1, [10-3] | Parcours |

### Finales en double dames
| No | Date       | Nom et lieu du tournoi                              | Catégorie     | Dotation  | Surface      | Vainqueures                      | Partenaire        | Score             |          |
| -- | ---------- | --------------------------------------------------- | ------------- | --------- | ------------ | -------------------------------- | ----------------- | ----------------- | -------- |
| 1  | 12-04-2010 | Barcelona Ladies Open Barcelone                     | Intern'l      | 220 000 $ | Terre (ext.) | Sara Errani Roberta Vinci        | Tathiana Garbin   | 6-1, 3-6, [10-2]  | Parcours |
| 2  | 19-07-2010 | Gastein Ladies Bad Gastein                          | Intern'l      | 220 000 $ | Terre (ext.) | Lucie Hradecká Anabel Medina     | Tathiana Garbin   | 6-72, 6-1, [10-5] | Parcours |
| 3  | 06-08-2016 | Summer Olympic Tennis Event Rio de Janeiro          | J. olympiques | NC        | Dur (ext.)   | Ekaterina Makarova Elena Vesnina | Martina Hingis    | 6-4, 6-4          | Parcours |
| 4  | 10-04-2017 | Ladies Open Biel Bienne Bienne                      | Intern'l      | 250 000 $ | Dur (int.)   | Hsieh Su-Wei Monica Niculescu    | Martina Hingis    | 5-7, 6-3, [10-7]  | Parcours |
| 5  | 16-07-2018 | Ladies Championship Gstaad by iXion Services Gstaad | Intern'l      | 250 000 $ | Terre (ext.) | Alexa Guarachi Desirae Krawczyk  | Lara Arruabarrena | 4-6, 6-4, [10-6]  | Parcours |

### Titre en double en WTA 125
| No | Date       | Nom et lieu du tournoi | Catégorie | Dotation  | Surface      | Partenaire    | Finalistes                      | Score             |          |
| -- | ---------- | ---------------------- | --------- | --------- | ------------ | ------------- | ------------------------------- | ----------------- | -------- |
| 1  | 04-06-2019 | Croatia Bol Open Bol   | WTA 125   | 115 000 $ | Terre (ext.) | Mandy Minella | Cornelia Lister Renata Voráčová | 0-6, 7-63, [10-4] | Parcours |

### Finale en double en WTA 125
| No | Date       | Nom et lieu du tournoi        | Catégorie | Dotation  | Surface    | Vainqueures                            | Partenaire     | Score    |          |
| -- | ---------- | ----------------------------- | --------- | --------- | ---------- | -------------------------------------- | -------------- | -------- | -------- |
| 1  | 05-11-2018 | Engie Open de Limoges Limoges | WTA 125   | 115 000 $ | Dur (int.) | Veronika Kudermetova Galina Voskoboeva | Vera Zvonareva | 7-5, 6-4 | Parcours |

## Parcours en Grand Chelem

### En simple dames
| Année | Open d'Australie                                     | Open d'Australie  | Internationaux de France                          | Internationaux de France                             | Wimbledon       | Wimbledon           | US Open           | US Open            |
| ----- | ---------------------------------------------------- | ----------------- | ------------------------------------------------- | ---------------------------------------------------- | --------------- | ------------------- | ----------------- | ------------------ |
| 2005  | Q1 \|\| style="text-align:left" \| Galina Voskoboeva | —                 | —                                                 | —                                                    | —               | —                   | —                 |                    |
|       |                                                      |                   |                                                   |                                                      |                 |                     |                   |                    |
| 2007  | Q3 \|\| style="text-align:left" \| Renata Voráčová   | 2e tour (1/32)    | Francesca Schiavone                               | 1er tour (1/64)                                      | Vera Dushevina  | 1er tour (1/64)     | Nadia Petrova     |                    |
| 2008  | 2e tour (1/32)                                       | Sania Mirza       | 2e tour (1/32)                                    | Patty Schnyder                                       | 2e tour (1/32)  | Elena Dementieva    | 3e tour (1/16)    | Dinara Safina      |
| 2009  | -                                                    | -                 | 2e tour (1/32)                                    | Li Na                                                | 2e tour (1/32)  | Marion Bartoli      | 2e tour (1/32)    | Daniela Hantuchová |
| 2010  | 1er tour (1/64)                                      | Yvonne Meusburger | 2e tour (1/32)                                    | Alexandra Dulgheru                                   | 1er tour (1/64) | Edina Gallovits     | 1er tour (1/64)   | Zheng Jie          |
| 2011  | 1er tour (1/64)                                      | Monica Niculescu  | -                                                 | -                                                    | -               | -                   | -                 | -                  |
| 2012  | -                                                    | -                 | -                                                 | -                                                    | -               | -                   | 1er tour (1/64)   | Mallory Burdette   |
| 2013  | -                                                    | -                 | Q1 \|\| style="text-align:left" \| Sharon Fichman | Q2 \|\| style="text-align:left" \| A. K. Schmiedlová | -               | -                   |                   |                    |
| 2014  | -                                                    | -                 | 2e tour (1/32)                                    | Carla Suárez                                         | 2e tour (1/32)  | Maria Sharapova     | 2e tour (1/32)    | Venus Williams     |
| 2015  | 3e tour (1/16)                                       | Garbiñe Muguruza  | 1/2 finale                                        | Serena Williams                                      | 1/4 de finale   | Garbiñe Muguruza    | 1er tour (1/64)   | Barbora Strýcová   |
| 2016  | 2e tour (1/32)                                       | Annika Beck       | 1/4 de finale                                     | Kiki Bertens                                         | 3e tour (1/16)  | A. Pavlyuchenkova   | 2e tour (1/32)    | Varvara Lepchenko  |
| 2017  | 3e tour (1/16)                                       | Daria Gavrilova   | 1/2 finale                                        | Jeļena Ostapenko                                     | 3e tour (1/16)  | Agnieszka Radwańska | -                 | -                  |
| 2018  | -                                                    | -                 | -                                                 | -                                                    | -               | -                   | 1er tour (1/64)   | Aleksandra Krunić  |
| 2019  | 3e tour (1/16)                                       | Garbiñe Muguruza  | Q2 \|\| style="text-align:left" \| Kurumi Nara    | 1er tour (1/64)                                      | Sloane Stephens | 1er tour (1/64)     | Catherine McNally |                    |

À droite du résultat, l’ultime adversaire.

### En double dames
| Année | Open d'Australie             | Open d'Australie          | Internationaux de France    | Internationaux de France    | Wimbledon                    | Wimbledon                | US Open                      | US Open                      |
| ----- | ---------------------------- | ------------------------- | --------------------------- | --------------------------- | ---------------------------- | ------------------------ | ---------------------------- | ---------------------------- |
| 2008  | —                            | —                         | 2e tour (1/16) Alizé Cornet | A. Bondarenko K. Bondarenko | 1er tour (1/32) Alizé Cornet | Raquel Kops A. Spears    | 1er tour (1/32) Alizé Cornet | D. Cibulková V. Razzano      |
| 2009  | —                            | —                         | —                           | —                           | —                            | —                        | 1er tour (1/32) Alizé Cornet | I. Benešová B. Z. Strýcová   |
| 2010  | 2e tour (1/16) T. Garbin     | Sania Mirza V. Ruano      | 1er tour (1/32) T. Garbin   | B. Mattek Yan Zi            | 2e tour (1/16) T. Garbin     | S. Williams V. Williams  | 3e tour (1/8) T. Garbin      | Liezel Huber Nadia Petrova   |
| 2011  | 2e tour (1/16) T. Garbin     | A. Dulgheru M. Rybáriková | —                           | —                           | —                            | —                        | —                            | —                            |
| 2014  | —                            | —                         | —                           | —                           | —                            | —                        | 1er tour (1/32) Donna Vekić  | Chan Hao-ching Chan Yung-jan |
| 2015  | 1er tour (1/32) Beygelzimer  | Sílvia Soler M. T. Torró  | 2e tour (1/16) Chuang C-j.  | A. Hlaváčková L. Hradecká   | 1er tour (1/32) Chuang C-j.  | Mona Barthel L. Kichenok | 2e tour (1/16) Chuang C-j.   | M. Hingis Sania Mirza        |
| 2018  | —                            | —                         | —                           | —                           | —                            | —                        | 3e tour (1/8) V. Zvonareva   | Samantha Stosur Zhang Shuai  |
| 2019  | 1er tour (1/32) V. Zvonareva | K. Flipkens J. Larsson    | —                           | —                           | 1er tour (1/32) B. Pera      | A. Sasnovich L. Tsurenko |                              |                              |

N.B. : le nom du ou de la partenaire se trouve sous le résultat ; le nom des ultimes adversaires se trouve à droite.

### En double mixte
| Année | Open d'Australie              | Open d'Australie         | Internationaux de France | Internationaux de France | Wimbledon                    | Wimbledon                 | US Open                       | US Open                    |
| 2010  | -                             | -                        | -                        | -                        | 1er tour (1/32) J. Brunström | K. Bondarenko Jordan Kerr | 1er tour (1/16) Oliver Marach | O. Govortsova M. Matkowski |
| 2019  | 1er tour (1/16) Nicolas Mahut | B. Krejčíková Rajeev Ram | -                        | -                        | -                            | -                         |                               |                            |

Sous le résultat, le partenaire ; à droite, l’ultime équipe adverse.

## Parcours en «Premier Mandatory» et «Premier 5»
Découlant d'une réforme du circuit WTA inaugurée en 2009, les tournois WTA « Premier Mandatory » et « Premier 5 » constituent les catégories d'épreuves les plus prestigieuses, après les quatre levées du Grand Chelem.

### En simple dames
| Année |              | Premier Mandatory            | Premier Mandatory           | Premier Mandatory            | Premier Mandatory           |       | Premier 5 | Premier 5                   | Premier 5                  | Premier 5                    | Premier 5                   | Premier 5 | Premier 5                  |
| Année | Indian Wells | Miami                        | Madrid                      | Pékin                        |                             | Dubaï | Rome      | Canada                      | Cincinnati                 |                              | Tokyo                       |           |                            |
| Année | Indian Wells | Miami                        | Madrid                      | Pékin                        |                             | Doha  | Rome      | Canada                      | Cincinnati                 |                              | Wuhan                       |           |                            |
| Année | Indian Wells | Miami                        | Madrid                      | Pékin                        |                             |       | Rome      | Canada                      | Cincinnati                 |                              |                             |           |                            |
| 2009  |              | 2e tour (1/32) C. Wozniacki  | 1er tour (1/64) A. Glatch   |                              |                             |       |           |                             |                            |                              |                             |           |                            |
| 2010  |              | 1er tour (1/64) K. Flipkens  | 4e tour (1/8) Y. Wickmayer  |                              | 1/4 de finale S. Peer       |       |           | 1er tour (1/32) K. Flipkens | 2e tour (1/16) S. Williams | 2e tour (1/16) S. Kuznetsova |                             |           | 1er tour (1/32) S. Peer    |
| 2011  |              | 2e tour (1/32) V. Zvonareva  | 2e tour (1/32) D. Cibulková |                              |                             |       |           | 2e tour (1/16) M. Bartoli   |                            |                              |                             |           |                            |
| 2012  |              | 2e tour (1/32) S. Kuznetsova |                             |                              | 1er tour (1/32) C. Suárez   |       |           |                             | 1er tour (1/32) S. Errani  |                              |                             |           |                            |
| 2014  |              |                              |                             |                              |                             |       |           |                             |                            | 1er tour (1/32) A. Ivanović  |                             |           | 1/4 de finale C. Wozniacki |
| 2015  |              | 1/4 de finale S. Williams    |                             | 1er tour (1/32) M. Sharapova | Finale G. Muguruza          |       |           |                             | 3e tour (1/8) D. Gavrilova | 1er tour (1/32) A. Riske     | 1er tour (1/32) M. Keys     |           |                            |
| 2016  |              | 4e tour (1/8) D. Kasatkina   | 1/2 finale S. Kuznetsova    | 3e tour (1/8) S. Halep       | 2e tour (1/16) D. Gavrilova |       |           | 3e tour (1/8) C. Suárez     | 1/4 de finale G. Muguruza  |                              | 3e tour (1/8) S. Kuznetsova |           | 1er tour (1/32) L. Chirico |
| 2017  |              | 4e tour (1/8) Ka. Plíšková   |                             | 2e tour (1/16) K. Bertens    |                             |       |           |                             | 3e tour (1/8) Ka. Plíšková |                              |                             |           |                            |
| 2018  |              | 1er tour (1/64) Wang Q.      | 1er tour (1/64) E. Makarova |                              | 1er tour (1/32) D. Collins  |       |           |                             |                            |                              |                             |           |                            |

Sous le résultat, l’ultime adversaire.

### En double dames
| Année                  | Premier Mandatory | Premier Mandatory      | Premier Mandatory        | Premier Mandatory | Premier Mandatory | Premier Mandatory      | Premier Mandatory | Premier Mandatory        | Premier 5     | Premier 5 | Premier 5 | Premier 5               | Premier 5        | Premier 5            | Premier 5  | Premier 5 | Premier 5  | Premier 5            | Premier 5       | Premier 5 | Premier 5 | Premier 5 |
| Année                  | Indian Wells      | Indian Wells           | Miami                    | Miami             | Madrid            | Madrid                 | Pékin             | Pékin                    | Dubaï         | Dubaï     | Doha      | Doha                    | Rome             | Rome                 | Canada     | Canada    | Cincinnati | Cincinnati           | Tokyo           | Tokyo     | Wuhan     | Wuhan     |
| ---------------------- | ----------------- | ---------------------- | ------------------------ | ----------------- | ----------------- | ---------------------- | ----------------- | ------------------------ | ------------- | --------- | --------- | ----------------------- | ---------------- | -------------------- | ---------- | --------- | ---------- | -------------------- | --------------- | --------- | --------- | --------- |
| 2010                   |                   |                        |                          |                   |                   |                        |                   |                          |               |           |           |                         |                  |                      |            |           |            |                      |                 |           |           |           |
| —                      | —                 | —                      | —                        | —                 | —                 | 2e tour (1/8) Garbin   | Chuang Govortsova | —                        | —             |           |           | 1er tour (1/16) Garbin  | Dulko Pennetta   | 2e tour (1/8) Garbin | Chan Zheng | —         | —          | 1er tour (1/8) Vinci | Azarenka Safina |           |           |           |
| 2011                   |                   |                        |                          |                   |                   |                        |                   |                          |               |           |           |                         |                  |                      |            |           |            |                      |                 |           |           |           |
| 1er tour (1/16) Szávay | Grandin Uhlířová  | 1er tour (1/16) Szávay | Mattek-Sands Shaughnessy | —                 | —                 | —                      | —                 | 1er tour (1/16) Benešová | Mirza Vesnina |           |           | —                       | —                | —                    | —          | —         | —          | —                    | —               |           |           |           |
| 2012                   |                   |                        |                          |                   |                   |                        |                   |                          |               |           |           |                         |                  |                      |            |           |            |                      |                 |           |           |           |
| 2e tour (1/8) Brianti  | Mirza Vesnina     | —                      | —                        | —                 | —                 | 2e tour (1/8) Martínez | Llagostera Mirza  |                          |               | —         | —         | 1er tour (1/16) Brianti | Grandin Uhlířová | —                    | —          | —         | —          | —                    | —               |           |           |           |

N.B. : le nom de la partenaire se trouve sous le résultat ; le nom des ultimes adversaires se trouve à droite.

## Parcours aux Jeux olympiques

### En simple dames
| # | Date       | Nom de l'olympiade                  | Surface    | Résultat        | Ultime adversaire | Score           |          |
| - | ---------- | ----------------------------------- | ---------- | --------------- | ----------------- | --------------- | -------- |
| 1 | 11/08/2008 | Olympic Tennis Event Pékin          | Dur (ext.) | 1er tour (1/32) | Venus Williams    | 6-3, 6-2        | Parcours |
| 2 | 06/08/2016 | Olympic Tennis Event Rio de Janeiro | Dur (ext.) | 1er tour (1/32) | Zhang Shuai       | 64-7, 6-4, 7-67 | Parcours |

### En double dames
| # | Date       | Nom de l'olympiade                  | Surface    | Résultat | Partenaire     | Ultimes adversaires                | Score    |          |
| - | ---------- | ----------------------------------- | ---------- | -------- | -------------- | ---------------------------------- | -------- | -------- |
| 1 | 06/08/2016 | Olympic Tennis Event Rio de Janeiro | Dur (ext.) | Argent   | Martina Hingis | Ekaterina Makarova · Elena Vesnina | 6-4, 6-4 | Parcours |

## Parcours en Fed Cup
| #                                                                           | Date       | Lieu               | Surface      | Gagnante(s)                        | Perdante(s)                             | Score            |          |
|                                                                             |            |                    |              |                                    |                                         |                  |          |
| 2004 - Barrage (groupe mondial I) - Canada - Suisse - 2 : 3                 |            |                    |              |                                    |                                         |                  |          |
| 1                                                                           | 10/07/2004 | Dorval             | Terre (ext.) | Timea Bacsinszky                   | Marie-Ève Pelletier                     | 6-3, 6-4         | Parcours |
| 1                                                                           | 10/07/2004 | Dorval             | Terre (ext.) | Aleksandra Wozniak                 | Timea Bacsinszky                        | 6-0, 6-4         | Parcours |
| 1                                                                           | 10/07/2004 | Dorval             | Terre (ext.) | Mélanie Marois Marie-Ève Pelletier | Timea Bacsinszky M. Lautenschlager      | 7-66, 7-68       | Parcours |
|                                                                             |            |                    |              |                                    |                                         |                  |          |
| 2005 - 1er tour (groupe mondial II) - Suisse - Slovaquie - 3 : 2            |            |                    |              |                                    |                                         |                  |          |
| 2                                                                           | 23/04/2005 | Neuchâtel          | Dur (int.)   | Timea Bacsinszky                   | Martina Suchá                           | 6-4, 6-3         | Parcours |
| 2                                                                           | 23/04/2005 | Neuchâtel          | Dur (int.)   | Timea Bacsinszky                   | Ľubomíra Kurhajcová                     | 3-6, 6-4, 6-3    | Parcours |
| 2                                                                           | 23/04/2005 | Neuchâtel          | Dur (int.)   | Timea Bacsinszky Myriam Casanova   | Eva Fislová Stanislava Hrozenská        | 6-3, 6-2         | Parcours |
|                                                                             |            |                    |              |                                    |                                         |                  |          |
| 2005 - Barrage (groupe mondial I) - Suisse - Autriche - 1 : 4               |            |                    |              |                                    |                                         |                  |          |
| 3                                                                           | 09/07/2005 | Lausanne           | Terre (ext.) | Tamira Paszek                      | Timea Bacsinszky                        | 6-3, 6-3         | Parcours |
| 3                                                                           | 09/07/2005 | Lausanne           | Terre (ext.) | Timea Bacsinszky                   | Yvonne Meusburger                       | 6-3, 6-4         | Parcours |
|                                                                             |            |                    |              |                                    |                                         |                  |          |
| 2006 - 1er tour (groupe mondial II) - Japon - Suisse - 4 : 1                |            |                    |              |                                    |                                         |                  |          |
| 4                                                                           | 22/04/2006 | Tokyo              | Dur (int.)   | Aiko Nakamura                      | Timea Bacsinszky                        | 6-2, 3-6, 6-1    | Parcours |
| 4                                                                           | 22/04/2006 | Tokyo              | Dur (int.)   | Timea Bacsinszky                   | Shinobu Asagoe                          | 6-2, 6-2         | Parcours |
| 4                                                                           | 22/04/2006 | Tokyo              | Dur (int.)   | Akiko Morigami Ai Sugiyama         | Timea Bacsinszky Stefania Boffa         | 6-2, 2-6, 6-0    | Parcours |
|                                                                             |            |                    |              |                                    |                                         |                  |          |
| 2006 - Barrage (groupe mondial II) - Suisse - Australie - 0 : 5             |            |                    |              |                                    |                                         |                  |          |
| 5                                                                           | 15/07/2006 | Chavannes-de-Bogis | Dur (ext.)   | Nicole Pratt                       | Timea Bacsinszky                        | 6-2, 7-5         | Parcours |
| 5                                                                           | 15/07/2006 | Chavannes-de-Bogis | Dur (ext.)   | Samantha Stosur                    | Timea Bacsinszky                        | 6-4, 6-2         | Parcours |
| 5                                                                           | 15/07/2006 | Chavannes-de-Bogis | Dur (ext.)   | Alicia Molik Rennae Stubbs         | Timea Bacsinszky Stefania Boffa         | 6-1, 6-2         | Parcours |
|                                                                             |            |                    |              |                                    |                                         |                  |          |
| 2009 - 1er tour (groupe mondial II) - Suisse - Allemagne - 2 : 3            |            |                    |              |                                    |                                         |                  |          |
| 6                                                                           | 07/02/2009 | Zurich             | Dur (int.)   | Sabine Lisicki                     | Timea Bacsinszky                        | 6-0, 6-4         | Parcours |
| 6                                                                           | 07/02/2009 | Zurich             | Dur (int.)   | Anna-Lena Grönefeld                | Timea Bacsinszky                        | 6-3, 6-1         | Parcours |
|                                                                             |            |                    |              |                                    |                                         |                  |          |
| 2011 - Barrage (groupe mondial II) - Suisse - Suède - 4 : 1                 |            |                    |              |                                    |                                         |                  |          |
| 7                                                                           | 16/04/2011 | Lugano             | Terre (ext.) | Timea Bacsinszky                   | Johanna Larsson                         | 7-62, 6-1        | Parcours |
| 7                                                                           | 16/04/2011 | Lugano             | Terre (ext.) | Timea Bacsinszky                   | Sofia Arvidsson                         | 6-3, 6-1         | Parcours |
|                                                                             |            |                    |              |                                    |                                         |                  |          |
| 2012 - 1er tour (groupe mondial II) - Suisse - Australie - 1 : 4            |            |                    |              |                                    |                                         |                  |          |
| 8                                                                           | 04/02/2012 | Fribourg           | Terre (int.) | Samantha Stosur                    | Timea Bacsinszky                        | 6-2, 7-5         | Parcours |
|                                                                             |            |                    |              |                                    |                                         |                  |          |
| 2012 - Barrage (groupe mondial II) - Suisse - Biélorussie - 4 : 1           |            |                    |              |                                    |                                         |                  |          |
| 9                                                                           | 21/04/2012 | Yverdon-les-Bains  | Dur (int.)   | Olga Govortsova                    | Timea Bacsinszky                        | 6-4, 6-4         | Parcours |
| 9                                                                           | 21/04/2012 | Yverdon-les-Bains  | Dur (int.)   | Timea Bacsinszky                   | A. Sasnovich                            | 6-2, 3-6, 6-1    | Parcours |
|                                                                             |            |                    |              |                                    |                                         |                  |          |
| 2013 - 1er tour (groupe mondial II) - Suisse - Belgique - 4 : 1             |            |                    |              |                                    |                                         |                  |          |
| 10                                                                          | 09/02/2013 | Berne              | Terre (int.) | Timea Bacsinszky Amra Sadiković    | Ysaline Bonaventure Alison Van Uytvanck | 6-4, 6-4         | Parcours |
|                                                                             |            |                    |              |                                    |                                         |                  |          |
| 2014 - 1er tour (groupe mondial II) - France - Suisse - 3 : 2               |            |                    |              |                                    |                                         |                  |          |
| 11                                                                          | 08/02/2014 | Paris              | Dur (int.)   | Alizé Cornet                       | Timea Bacsinszky                        | 6-2, 7-64        | Parcours |
| 11                                                                          | 08/02/2014 | Paris              | Dur (int.)   | Alizé Cornet Kristina Mladenovic   | Timea Bacsinszky Belinda Bencic         | 7-5, 6-4         | Parcours |
|                                                                             |            |                    |              |                                    |                                         |                  |          |
| 2014 - Barrage (groupe mondial II) - Brésil - Suisse - 1 : 4                |            |                    |              |                                    |                                         |                  |          |
| 12                                                                          | 19/04/2014 | Catanduva          | Terre (ext.) | Timea Bacsinszky                   | Teliana Pereira                         | 6-3, 6-3         | Parcours |
| 12                                                                          | 19/04/2014 | Catanduva          | Terre (ext.) | Timea Bacsinszky                   | Paula C. Gonçalves                      | 7-5, 6-2         | Parcours |
|                                                                             |            |                    |              |                                    |                                         |                  |          |
| 2015 - 1er tour (groupe mondial II) - Suède - Suisse - 1 : 3                |            |                    |              |                                    |                                         |                  |          |
| 13                                                                          | 07/02/2015 | Helsingborg        | Dur (int.)   | Timea Bacsinszky                   | Rebecca Peterson                        | 7-64, 6-0        | Parcours |
| 13                                                                          | 07/02/2015 | Helsingborg        | Dur (int.)   | Timea Bacsinszky                   | Johanna Larsson                         | 6-3, 7-65        | Parcours |
|                                                                             |            |                    |              |                                    |                                         |                  |          |
| 2015 - Barrage (groupe mondial I) - Pologne - Suisse - 2 : 3                |            |                    |              |                                    |                                         |                  |          |
| 14                                                                          | 18/04/2015 | Zielona Góra       | Dur (int.)   | Timea Bacsinszky                   | Urszula Radwańska                       | 6-2, 6-1         | Parcours |
| 14                                                                          | 18/04/2015 | Zielona Góra       | Dur (int.)   | Timea Bacsinszky                   | Agnieszka Radwańska                     | 6-1, 6-1         | Parcours |
| 14                                                                          | 18/04/2015 | Zielona Góra       | Dur (int.)   | Timea Bacsinszky Viktorija Golubic | Agnieszka Radwańska Alicja Rosolska     | 2-6, 6-4, 9-7    | Parcours |
|                                                                             |            |                    |              |                                    |                                         |                  |          |
| 2016 - 1er tour (groupe mondial) - Allemagne - Suisse - 2 : 3               |            |                    |              |                                    |                                         |                  |          |
| 15                                                                          | 06/02/2016 | Leipzig            | Dur (int.)   | Angelique Kerber                   | Timea Bacsinszky                        | 6-1, 6-3         | Parcours |
| 15                                                                          | 06/02/2016 | Leipzig            | Dur (int.)   | Annika Beck                        | Timea Bacsinszky                        | 7-5, 6-4         | Parcours |
|                                                                             |            |                    |              |                                    |                                         |                  |          |
| 2016 - 1/2 finale (groupe mondial) - Suisse - République tchèque - 2 : 3    |            |                    |              |                                    |                                         |                  |          |
| 16                                                                          | 16/04/2016 | Lucerne            | Dur (int.)   | Barbora Strýcová                   | Timea Bacsinszky                        | 6-0, 6-2         | Parcours |
| 16                                                                          | 16/04/2016 | Lucerne            | Dur (int.)   | Karolína Plíšková                  | Timea Bacsinszky                        | 6-4, 6-2         | Parcours |
|                                                                             |            |                    |              |                                    |                                         |                  |          |
| 2017 - 1er tour (groupe mondial) - Suisse - France : 4 : 1                  |            |                    |              |                                    |                                         |                  |          |
| 17                                                                          | 11/02/2017 | Genève             | Dur (int.)   | Timea Bacsinszky                   | Alizé Cornet                            | 7-5, 6-4         | Parcours |
| 17                                                                          | 11/02/2017 | Genève             | Dur (int.)   | Timea Bacsinszky                   | Kristina Mladenovic                     | 7-64, 4-6, 7-5   | Parcours |
| 17                                                                          | 11/02/2017 | Genève             | Dur (int.)   | Timea Bacsinszky Martina Hingis    | Amandine Hesse Kristina Mladenovic      | 6-4, 6-4         | Parcours |
|                                                                             |            |                    |              |                                    |                                         |                  |          |
| 2017 - 1/2 finale (groupe mondial) - Biélorussie - Suisse - 3 - 2           |            |                    |              |                                    |                                         |                  |          |
| 18                                                                          | 22/04/2017 | Minsk              | Dur (int.)   | Timea Bacsinszky                   | Aryna Sabalenka                         | 6-4, 7-5         | Parcours |
| 18                                                                          | 22/04/2017 | Minsk              | Dur (int.)   | Aliaksandra Sasnovich              | Timea Bacsinszky                        | 6-2, 7-62        | Parcours |
|                                                                             |            |                    |              |                                    |                                         |                  |          |
| 2018 - 1/4 de finale (groupe mondial) - République tchèque - Suisse - 3 : 1 |            |                    |              |                                    |                                         |                  |          |
| 19                                                                          | 10/02/2018 | Prague             | Dur (int.)   | Timea Bacsinszky Jil Teichmann     | Lucie Šafářová Barbora Strýcová         | 1-6, 6-4, [10-8] | Parcours |

## Classements WTA en fin de saison
| Année          | 2003 | 2004 | 2005 | 2006 | 2007 | 2008 | 2009 | 2010 | 2011 | 2012 | 2013 | 2014 | 2015 | 2016 | 2017 | 2018 | 2019 | 2020 | 2021 |
| Rang en simple | 455  | 247  | 392  | 121  | 123  | 53   | 54   | 51   | 242  | 185  | 285  | 48   | 12   | 15   | 39   | 241  | 125  | 300  | 927  |
| Rang en double | –    | 584  | 393  | 241  | 171  | 180  | 107  | 37   | 347  | 125  | 531  | 138  | 143  | 208  | 181  | 93   | 155  | 280  | 284  |

Source : (en) Classements de Timea Bacsinszky sur le site officiel de la Fédération internationale de tennis

## Records et statistiques

### Confrontations avec ses principales adversaires
Confrontations lors des différents tournois WTA avec ses principales adversaires (5 confrontations minimum et avoir été membre du top 10). Classement par pourcentage de victoires. Situation au 21 janvier 2019 :
| Joueuse              | Meilleur classement | Confrontations | Victoires | Défaites | Pourcentage de victoires | Dernière confrontation                        |
| -------------------- | ------------------- | -------------- | --------- | -------- | ------------------------ | --------------------------------------------- |
| Garbiñe Muguruza     | 1                   | 6              | 1         | 5        | 16,6                     | défaite (65-7, 2-6) à l'Open d'Australie 2019 |
| Carla Suárez Navarro | 6                   | 7              | 3         | 4        | 42,8                     | victoire (5-7, 7-5, 6-2) à Rome 2016          |
| Ekaterina Makarova   | 8                   | 5              | 4         | 1        | 80                       | victoire (6-4, 5-7, 6-4) à Madrid 2016        |

### Victoires sur le top 10
Toutes ses victoires sur des joueuses classées dans le top 10 de la WTA lors de la rencontre.
| Légende         |
| Grand Chelem    |
| Jeux olympiques |
| Masters         |
| Premier         |
| Elite Trophy    |
| Intern'l        |
| Fed Cup         |

|    |        |  | Tournoi          | Année | Surface      |              | Adversaire          | Rang  | Tour          | Score             | Tableau |
| -- | ------ |  | ---------------- | ----- | ------------ | ------------ | ------------------- | ----- | ------------- | ----------------- | ------- |
| 1  | no 94  |  | Anvers           | 2008  | Dur (int.)   |              | Daniela Hantuchová  | no 8  | 1/4           | 6-2, 4-6, 4-1 ab. | Tableau |
| 2  | no 47  |  | Pékin            | 2010  | Dur          |              | Victoria Azarenka   | no 10 | 1/16          | 4-6, 3-2 ab.      | Tableau |
| 3  | no 61  |  | Wuhan            | 2014  | Dur          |              | Maria Sharapova     | no 4  | 1/8           | 7-63, 7-5         | Tableau |
| 4  | no 47  |  | Shenzhen         | 2015  | Dur          |              | Petra Kvitová       | no 4  | 1/2           | 6-4, 6-4          | Tableau |
| 5  | no 26  |  | Indian Wells     | 2015  | Dur          |              | Ekaterina Makarova  | no 9  | 1/16          | 3-6, 7-5, 6-4     | Tableau |
| 6  | no 22  |  | Fed Cup          | 2015  | Dur (int.)   |              | Agnieszka Radwańska | no 9  | Barrages      | 6-1, 6-1          | Tableau |
| 7  | no 24  |  | Roland-Garros    | 2015  | Terre battue |              | Petra Kvitová       | no 4  | 1/8           | 2-6, 6-0, 6-3     | Tableau |
| 8  | no 20  |  | Miami            | 2016  | Dur          |              | Agnieszka Radwańska | no 2  | 1/8           | 2-6, 6-4, 6-2     | Tableau |
| 9  | no 20  |  | Miami            | 2016  | Dur          | Simona Halep | no 5                | 1/4   | 4-6, 6-3, 6-2 |                   | Tableau |
| 10 | no 28  |  | Madrid           | 2017  | Terre battue |              | Garbiñe Muguruza    | no 4  | 1/32          | 6-1, 6-3          | Tableau |
| 11 | no 145 |  | Open d'Australie | 2019  | Dur          |              | Daria Kasatkina     | no 10 | 1/64          | 6-3, 6-0          | Tableau |